# 해피 해피 레스토랑
《해피 해피 레스토랑》(일본어: そらのレストラン, 영어: Restaurant from the Sky)는 2019년 1월에 개봉한 일본의 가족 영화이다.
 후카가와 요시히로가 감독과 각본을 맡았다.
 일본은 2019년 1월 25일에 대한민국은 2020년 5월 14일에 개봉되었다.

## 줄거리
훗카이도의 바다가 보이는 목장에서 와타루는 가족과 함께

소를 키우고 수제 치즈를 만들며 마을 친구들과 살아가고 있다.

와타루와 친구들은 자신들이 키운 농작물을 재료로 한 레스토랑을

오픈하기 위해 준비하지만 치즈 스승 오타니가 갑작스럽게 세상을

떠나고 와타루는 아버지를 잃은 것과 같은 큰 슬픔에 빠지는데...

## 출연진

### 주연
- 오오이즈미 요 - 와타루 역

### 조연
- 혼조 마나미 - 코토에 역
- 오카다 마사키 - 칸베 역
- 코히나타 후미요 - 오타니 역
- 마키타 스포츠 - 이시무라 역
- 타카하시 츠토무 - 토미나가 역
- 이시자키 휴이 - 노조에 역
- 마시마 히데카즈 - 아사다 역